# Stuttgarter Travertine

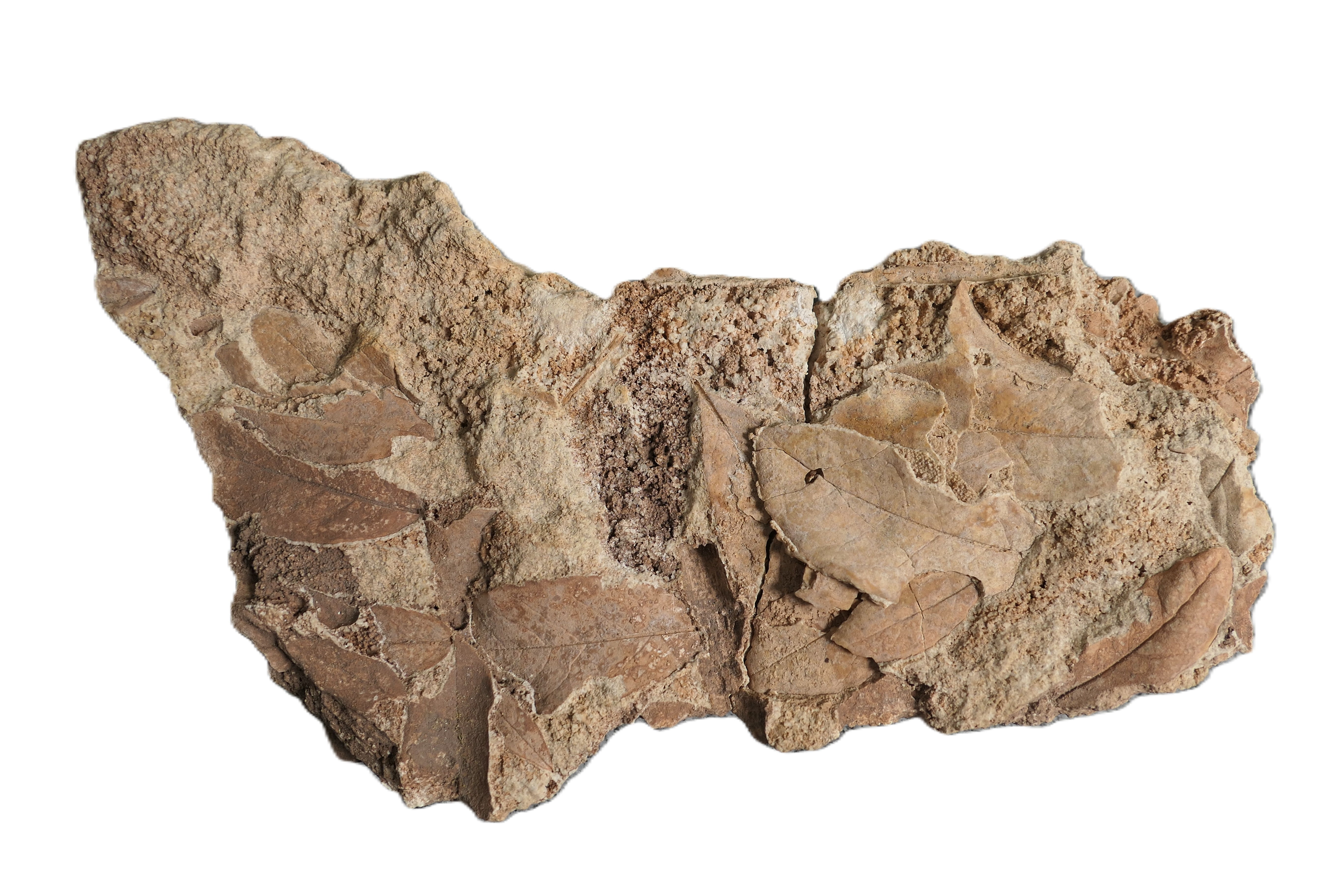
Travertin aus Stuttgart-Untertürkheim (Eem-Warmzeit).

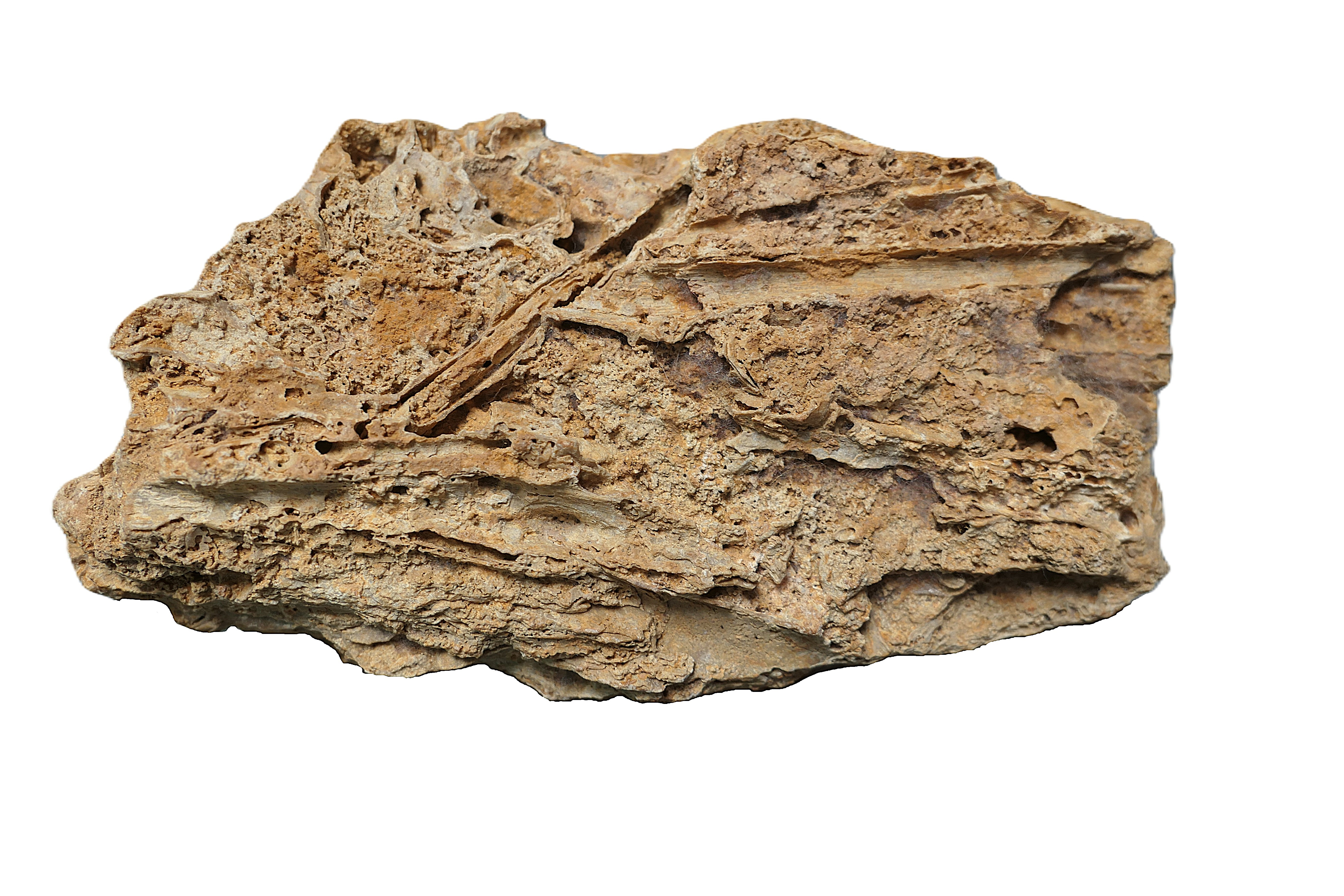
Travertin aus Stuttgart-Bad Cannstatt (Holstein-Warmzeit).

Die Stuttgarter Travertine sind nicht-marine Kalksteine aus dem Quartär. Sie entstanden an den Oberflächenaustritten kohlensäurehaltiger Mineralquellen (Kohlesäuerlinge), weshalb sie auch Sauerwasserkalke genannt werden. Diese Quellkalke in der Umgebung von Stuttgart-Bad Cannstatt werden als lithostratigraphische Einheit Stuttgart-Travertin (qkS) zusammengefasst. Der Cannstatter Travertin ist als Werkstein verbreitet, das heißt er wurde als Baugestein vielseitig verwendet.

## Entstehung der Quellkalke
Der in Cannstatt vorkommende Travertin ist ein gelbbrauner bis ockerfarbener Stein, der sich seit 500.000 Jahren im Quellgebiet der Stuttgarter Mineralwässer gebildet hat, die das zweitgrößte Mineralwasservorkommen Europas darstellen. Die Mineralquellen haben heute eine Schüttungsmenge von 500 l/s, davon 165 l/s hochkonzentriertes Mineralwasser (staatlich anerkannt). Diese Schüttung entspricht 44 Millionen Liter pro Tag, was zu einem täglichen Nachschub von 60 Tonnen Mineralsalzen in das Quellgebiet führt.

### Prinzipieller Prozess des Kalksteinbildung
Im geologischen Sinne sind echte Travertine nicht-marine Kalksteine, welche an heißen Quellen oder Kohlensäuerlingen an oder nahe der Oberfläche, meist in Tümpeln und Hangkaskaden durch weitgehend anorganische Kalkfällung entstehen. Der prinzipielle Bildungsprozess dieser Kalkabscheidungen erfolgt in vier Schritten:
- Niederschlagswasser reichert sich auf seinem vertikalen Weg durch die Bodenschichten mit biogenem Kohlenstoffdioxid (CO2) an.
- Das CO2-haltige Wasser löst Calciumcarbonat sowie Calcium-Magnesiumcarbonate aus dem durchströmten Gestein und bildet gelöste Calciumbikarbonate.
- Erreicht das calciumbikarbonatreiche Wasser in seinem Quellgebiet wieder die Oberfläche, gelangt es in Bereiche mit niedrigerem CO2 Partialdruck, was dazu führt, dass CO2 ausgegast wird. Unterstützt wird der CO2-Verlust dadurch dass sich das Wasser an der Oberfläche erwärmt, was ebenfalls zum Ausgasen von CO2 führt sowie dadurch, dass die Photosynthese pflanzlicher Organismen dem Wasser weiteres CO2 entzieht.
- Als Folge bildet sich wieder Calciumcarbonat (Kalk) das ausgefällt wird.

Die festen Travertine von Bad Cannstatt entstanden nach demselben Prinzip der CO2 Ausgasung in den Stuttgarter Mineral- und Sauerwasserquellen, die in flachen, pfannenartigen Tümpeln an zum Neckar hin entwässernden Hängen lagen. Nur sind in diesen Quellen sowohl das  gelöste CO2 als auch die Mineralsalze wesentlich höher konzentriert als in normalem Grundwasser. Die Mineralquellen werden nach ihren Lösungsinhalten unterschieden in „hochkonzentrierte Säuerlinge“ (Lösungsinhalte von 3 bis 6 g/l) und „niederkonzentriertes Mineralwasser“ (1 bis 1,6 g/l). Die an die hochkonzentrierten Säuerlinge gebundene Kohlensäureführung beträgt bis zu 2 g/l.

### Bildung des Stuttgarter Mineralwassers
Regenwasser versickert etwa 30 Kilometer südlich bis westlich von Stuttgart bis in die Räume Heimsheim, Renningen, Sindelfingen und Böblingen, also in Gebieten, wo der geklüftete Obere Muschelkalk ansteht. Dieser ist die grundwasserführende Schicht, in die das Niederschlagswasser leicht eindringen kann. Es fließt als Karstwasser im Laufe von etwa 20 Jahren unter hoher Keuperbedeckung durch das zerklüftete Gesteins, bis es im Cannstatter Becken durch Risse und Spalten wieder an die Erdoberfläche kommt. Auf seinem Weg zur Quellregion nimmt das Karstwasser, in dem anfangs nur wenig Kalk gelöst ist, allmählich mehr Mineralbestandteile auf. Umgangssprachlich wird das austretende Wasser „Sauerwasser“ genannt. So gelangen im Stuttgarter Talkessel gelöster Gips ins Wasser, aber erst im Umfeld der Mineralquellen kommen Solewässer mit gelöstem Gips und Steinsalz aus großer Tiefe des kristallinen Grundgebirges sowie dem Buntsandstein und dem Mittleren Muschelkalk hinzu. Die hinzuströmende Kohlensäure (H2CO3) stammt aus einer Tiefe von vielen Kilometern.

## Lage und geologisches Alter der Travertinbänke
Die Stuttgarter „Sauerwasserkalke“ erreichten Schichtdicken von wenigen Zentimetern bis zu mehreren Metern und erstrecken sich über mehrere Gebiete westlich und östlich des Neckars von der Stuttgarter Innenstadt bis nach Stuttgart-Münster sowie bis nach Stuttgart-Untertürkheim. Sie bestehen aus Travertinen, Kalktuffen, Kalksanden und Seekalken. Die Quellkalke formten Ablagerungen, die bei Bad Cannstatt und Münster die mächtigsten Travertinlagerstätten bildeten. Diese wurden in Steinbrüchen abgebaut. Das verbliebene Travertin-Abbaugebiet (Stand 2024) liegt auf der Gemarkung Bad Cannstatt, wobei Restvorräte noch bis nach Münster reichen.
Der Cannstatter Travertin ist ein fester, meist gelblich brauner, wechselnd kavernösen bis dichter Kalkstein. Gemäß mehrerer Untersuchungen zur Datierung der Travertine sind diese in Warmphasen des Pleistozän entstanden, genauer vor etwa 310.000 Jahren während des Mindel-Riß-Interglazials beziehungsweise vor etwa 115.000 Jahren während des Riß-Würm-Interglazials. In den Kaltphasen wäre die Grundwasserneubildung durch den Permafrostboden und die geringen Niederschläge nicht ausreichend gewesen. Der Travertin entstand an den Oberflächenaustritten der Cannstatter beziehungsweise Stuttgarter Mineralquellen und überlagerte verschiedene alte Aufschüttungsterrassen des Neckars.  Die Wachstumsgeschwindigkeit des Travertins lag während dieser warmzeitlichen Phasen meist zwischen 1 und 5 mm pro Jahr.
Wolfgang Ufrecht gab einen weitreichenden Einblick in die Verteilung und Datierung der „Sauerwasserkalke“ im Stuttgarter Nesenbachtal und im Cannstatter Becken. Hier ist jedoch nur eine grober Überblick präsentiert, nach dem zwischen der Stuttgarter Innenstadt, Untertürkheim und Münster 12 Lagerstätten von „Sauerwasserkalken“ erwähnt sind. Die vielen Baumaßnahmen nach dem Zweiten Weltkrieg erlaubten die Datierung und Erfassung der Verbreitung der Quellkalke um Bad Cannstatt, wobei sich fünf größere Verbreitungsgebiete zeigten die in drei Warmzeiten entstanden:
- Aus dem Mindel-Riß-Interglazial stammen die weitläufigsten Lagerstätten, zu denen die wirtschaftlich wichtigen Travertinbänke nordwestlich des Neckars am Heizkraftwerk Münster mit den Steinbrüchen der Firmen Lauster, Haas und Schauffele gehörten. Die Travertinbänke des Kurparks bis nördlich über die Gnesener Straße bildeten sich in derselben Zeit.[4]
- Jungpleistozäne Quellkalke der Riß-Würm-Interglazial treten in Cannstatt am Seelberg auf und im Gebiet zwischen Bahnhof Cannstatt und Waiblinger Straße bis hin zum Kurpark. Der städtische Steinbruch am Katzensteigle lag oberhalb der Hofener Straße und nordöstlich der heutigen Gnesener Straße, wo Travertin in großem Stil abgebaut wurde.[4]
- Im Holozän entstanden die Travertinbänke im Bereich Cannstatter Vorstadt bis zur Wilhelma und östlich des Neckars im Bereich der Cannstatter Altstadt bis Kurpark.[4]

| Alter       | Erdgeschichtliche Gliederung | Erdgeschichtliche Gliederung | Erdgeschichtliche Gliederung | Erdgeschichtliche Gliederung | Quellkalke Travertin                                                                      | Geschichtliche Gliederung |
| ----------- | ---------------------------- | ---------------------------- | ---------------------------- | ---------------------------- | ----------------------------------------------------------------------------------------- | ------------------------- |
| 3000        | Quartär                      | Holozän                      | Holozän                      | Nacheisenzeit                | Altstadt bis Kurpark Vorstadt bis Wilhelma                                                | Metallzeit                |
| 6000        | Quartär                      | Holozän                      | Holozän                      | Nacheisenzeit                | Altstadt bis Kurpark Vorstadt bis Wilhelma                                                | Jungsteinzeit             |
| 10.000      | Quartär                      | Holozän                      | Holozän                      | Nacheisenzeit                | Altstadt bis Kurpark Vorstadt bis Wilhelma                                                | Mittelsteinzeit           |
| 70.000      | Quartär                      | Pleistozän                   | Jung-Pleistozän              | Würm-Eiszeit                 |                                                                                           | Jüngere Altsteinzeit      |
| ca. 115.000 | Quartär                      | Pleistozän                   | Jung-Pleistozän              | Riß-Würm Warmzeit            | Seelberg und Katzensteigle Bahnhof bis Waiblinger Straße                                  | Jüngere Altsteinzeit      |
| ca. 130.000 | Quartär                      | Pleistozän                   | Mittel-Pleistozän            | Riss-Eiszeit                 |                                                                                           | Ältere Altsteinzeit       |
| ca. 300.000 | Quartär                      | Pleistozän                   | Mittel-Pleistozän            | Mindel-Riss Warmzeit         | Jüngerer Abschnitt: Steinbrüche Lauster und Haas Älterer Abschnitt: Kurpark und Altenburg | Ältere Altsteinzeit       |
| ca. 500.000 | Quartär                      | Pleistozän                   | Alt-Pleistozän               | Mindel-Eiszeit               |                                                                                           | Ältere Altsteinzeit       |
| ca. 800.000 | Quartär                      | Pleistozän                   | Alt-Pleistozän               | Cromer-Warmzeit              | Bottroper- bis Rostocker Straße                                                           | Ältere Altsteinzeit       |

Im Stuttgarter Talkessel befinden sich kleinere, isoliert vorkommende, holozäne und letzt-interglaziale Travertinlagerstätten, deren Alter durch Fossilien belegt ist. Meist handelt es sich um Sauerwassermergel und Tuffsand. Am Übergang vom Nesenbachtal ins Neckartal befindet sich eine Kalktuffschwelle. Mächtigere und feste Travertine sind hier nicht nachgewiesen. In Untertürkheim liegt auf der rechten Neckarseite ein größeres Travertinvorkommen aus dem Riß-Würm-Interglazial mit sehr guter Steinqualität. Hier, östlich des Neckars bei der Auffahrt von der Benz Straße auf die B14, befand sich der Steinbruch der Firma Biedermann, weshalb die Lage gut aufgeschlossen und gut untersucht ist. Ältere Travertinstücke sind auch im unterlagernden Kiesfels nachgewiesen, die aus der  Mindel-Riß-Interglazial stammen.

## Fossilienfunde
In den Kalkablagerungen der Cannstatter Mineralquellen wurde eine Vielzahl versteinerter Pflanzenreste gefunden. Zu nennen sind Baumstämme oder Blattabdrücke von Eichen, Eschen, Pappeln, Ahorn und Weiden.  Allein im Steinbruch Lauster wurden beispielsweise folgende Pflanzenarten nachgewiesen: Stieleiche (Quercus robur), Gemeine Hainbuche (Carpinus betulus), Ulme (Ulmus sp.), Kaukasische Flügelnuss (Pterocarya fraxinifolia), Buchsbaum (Buxus sempervirens), Weiden (Salix sp.) und Gemeine Esche (Fraxinus excelsior).
Weiter wurden Knochenfossilien von Vögeln gefunden, wie zum Beispiel von Wildgänsen und Singvögeln. Auch versteinerte Säugetierknochen von Hirschen, Wildpferden, Löwen, Hasen und Mäusen konnten nachgewiesen werden. Es wurden auch mehrere Stoßzähne von Europäischen Waldelefanten ausgegraben. Allein im Steinbruch Lauster wurden beispielsweise folgende Tierarten nachgewiesen: Schleie (Tinca tinca), Erdkröte (Bufo bufo), Europäische Sumpfschildkröte (Emys orbicularis), Europäischer Maulwurf (Talpa sp.), Wolf (Canis lupus), Braunbär (Ursus arctos), Höhlenbär (Ursus spelaeus), Dachs (Meles meles), Löwe (Panthera leo), Waldelefant (Palaeoloxodon antiquus), Waldnashorn (Stephanorhinus kirchbergensis), Steppennashorn (Stephanorhinus hemitoechus), Wildpferd (Equus sp.), Wildschwein (Sus scrofa), Damhirsch (Cervus dama), Rothirsch (Cervus elaphus), Ur oder Auerochse (Bos primigenius) sowie Steppenbison (Bison priscus).
Die Funde belegen Warmzeiten mit Steppenvegetation oder mit Waldvegetation, wobei Letztere auf klimatische Bedingungen wie im heutigen Mittelmeerraum hindeuten.
Auch von Menschen geschaffene Objekte konnten geborgen werden. So konnten in den Steinbrüchen Haas und Lauster gefundene Artefakte dem Homo erectus zugeschrieben werden, während die im Steinbruch Biedermann gefundene Artefakte neandertalischen Ursprungs sind.

## Cannstatter Travertin als Werkstein
Das Vorkommen des Cannstatter Travertins ist einmalig in Deutschland und seine Beschaffenheit ist mannigfaltig. Nur der lagige, feste Travertin ist zur Werksteingewinnung verwendbar. Der bei Cannstatt abgebaute Travertin hat vielfältige Kristallisationsformen, ist aber meist gebändert kristallisiert, wobei er teils dicht oder teils porös-drusig aber auch trauben- bis nierenförmig kristallisiert sein kann. Die Gesteinsfärbung beruht auf unterschiedlichen Anteilen von Brauneisen im Kalkstein, so dass sie rasch wechselnd von fast weiß, hellgrau und hellgelblich zu kräftig gelb, gelbbraun oder rostbraun variieren kann. Mikroskopische Untersuchungen zeigten, dass im Travertin die mikrokristallinen, richtungslos liegenden Kalkspatkörner eng miteinander verwachsen sind. Diese engen Kornverzahnung der Kalkspatkristalle macht das Gestein polierfähig und verwitterungsbeständig.

### Geschichte
Cannstatter Travertin wurde schon in der Umgebung des Römerkastells Cannstatt für Pflastersteine und Sitzbänke verwendet. Als Massivbausteine wurde er über Jahrhunderte hinweg gebrochen und verbaut. Als Verkleidungsstein konnte er erst um 1890 eingesetzt werden, als ausreichend leistungsfähige Steinsägen und Schleifmaschinen zur Verfügung standen. Dann konnten die großen abgebauten Blöcke in Platten gesägt und anschließend geschliffen und poliert werden. Erst durch diese Oberflächenbehandlung kamen die unterschiedlichen Strukturen und Farben des Gesteins zur Geltung und viele Gebäude erhielten durch diese innen oder außen angebrachte Verkleidung mit den dekorativen Platten ihr charakteristisches Aussehen.
Trotz der weiten Ausdehnung unterschiedlicher Sauerwasserkalkvorkommen im Cannstatter Becken erwiesen sich nur drei Bereiche als von wirtschaftlicher Bedeutung:
- Das Gebiet Untertürkheim an der B 14 mit dem Steinbruch der Firma Biedermann (zur Lage siehe auch[5] Abb. 13),
- das Cannstatter Gebiet nordwestlich des Neckars beim heutigen Kraftwerk Münster, wo die Steinbrüche der Firmen Haas, Lauster und Schauffele lagen (siehe auch[5] Abb. 8) sowie
- das Cannstatter Gebiet nordöstlich des Neckars mit den Bereichen Sulzerrain und Katzensteigle. Das Erstgenannte lag am Kurpark und das Zweitgenannte oberhalb der Hofener Straße, nordöstlich der heutigen Gnesener Straße.[9] (siehe auch[5] Abb. 10)

Die Steinbrüche am Sulzerrain wurden im 19. Jahrhundert genutzt. Um 1900 begann im Steinbruch der Firma Lauster die industrielle Gewinnung und Verarbeitung des Travertingesteins, gefolgt von den Firmen Schauffele und Haas. In Bereich Katzensteigle lagen städtische Steinbrüche, die noch in der ersten Hälfte des 20. Jahrhunderts in Betrieb waren aber heute überbaut sind.
1939 sollte Lauster 14 monumentale, 15 m hohe Travertinsäulen für das Untergeschoss eines geplanten Benito-Mussolini-Denkmals in Berlin herstellen. Die nationalsozialistischen Monumentalbauten wurden jedoch nie realisiert und die Säulen wurden nie abgeholt. Nach dem Krieg kaufte sie die Firma Lauster von der Stadt Berlin zurück. Die sogenannten „Lauster-Säulen“ stehen noch heute auf dem ehemaligen Gelände der Firma.
Die Steinbrüche am Kraftwerk Münster wurden schrittweise ab 1981 aufgelassen; Haas stellte 1988 den Betrieb ein, 1991 folgte Schauffele. Lauster entnahm letztmalig 2007 Travertin. Danach wurde ein Teil des Geländes zum Stuttgarter Travertinpark umgebaut, ein anderer Teil ging an eine Recyclingfirma.

### Physikalische Eigenschaften
Der Calciumcarbonatgehalt der Travertine liegt meist zwischen 97 und 98 %, der Brauneisengehalt beträgt 0,8–1,3 % Fe2O3. Er enthält keine Eisensulfidbeimengungen und führt nur sehr geringe Mengen an Tonmineralen und Quarzkörnchen (Al2O3-Gehalt um 0,1 %, SiO2 0,3–0,9 %). Die Porosität schwankt je nach Lage zwischen 7,9 und 14,1 Vol.‑%. Die porösen Lagen mit Dichten von 2,36–2,45 g/cm2 zeigen trocken eine Druckfestigkeit von 56–74 MPa und wassergesättigt von 54–76,5 MPa; die dichteren Lagen mit einer Dichte von 2,43–2,52 g/cm3 wiesen trocken 98–129 MPa und wassergesättigt 102–145 MPa Druckfestigkeit auf.

### Gewinnung
In den Steinbrüchen, in denen der Cannstatter Travertin als Werkstein abgebaut wurde, steht der Kalkstein in Bänken an, die mehrere Meter mächtig sein können; in einzelnen Abschnitten und im Randbereich der Vorkommen traten auch dickplattige bis dünnbankige Kalksteine auf. Bis zum Ende des 19. Jahrhunderts wurde ausschließlich manuell gearbeitet und der Travertin wurde nur als Massivbaustein in groben Blöcken für Fundamente, Straßenpflaster und Randsteine abgebaut. Dazu wurden massive Lagerschichten gewählt, die durch Lehmbänder getrennt waren. Die Trennung in Blöcke innerhalb einer Lagerschicht erfolgte dann durch eine Reihe eng gebohrter Löcher, in die schmale Keile getrieben wurden, um so die Blöcke aus der Schicht abzuspalten. Die Mächtigkeit der Lagerschichten und der Einsatz technischer Hilfsmittel ermöglichten später die Gewinnung sehr großer Blöcke. Ab den 1930er Jahren wurden Schwerlastkrane zur Weiterverarbeiten der Rohblöcke eingesetzt, die Volumina um 40–50 m3 hatten; es sollen sogar Rohblockmassen bis 1000 m3 aufgetreten sein.

### Verarbeitung
Die groben Blöcke wurden jahrhundertelang manuell behauen und so in die von den Steinmetzen gewünschte Rohform gebracht. Seit Ende des 19. Jahrhunderts konnten die abgespaltenen Blöcke in Platten gesägt und anschließend geschliffen und poliert werden. Die Bearbeitung der großen Rohblöcke zu Beginn des 20. Jahrhunderts beschrieb Erwin Reyer (1927) folgendermaßen: „Durch Krane werden die zerteilten Blöcke den Maschinen zugeführt. Gattersägen zerteilen den Stein in beliebig starke Platten (bis herunter zu 20 mm). Die 60 Sägeblätter einer Gattersäge, die unter Zuführung von Quarzsand und Wasser arbeiten, schneiden in der Stunde 16–20 mm tief in den Stein ein. Bei Blockarbeiten kommt die Kreissäge in Anwendung, deren Sägeblätter, die mit Diamantsplitter oder mit Korund besetzt sind, beliebig weit von einander einstellbar sind. Für runde Arbeiten, wie Säulen usw., ist eine Drehbank vorhanden, auf der auch poliert wird. Auf der Hobelmaschine werden besonders Profile vorteilhaft hergestellt. Schleifarbeiten werden auf Schleifmaschinen hergestellt, die mit künstlichem Korund arbeiten.“